# Juvenal Amarijo
Juvenal Amaso Amarijo (Santa Vitória do Palmar, 27 de novembro de 1923 — Salvador, 30 de outubro de 2009) foi um futebolista brasileiro. Foi vice-campeão da Copa do Mundo de 1950 pela Seleção Brasileira.

## Aposentadoria
O ex-zagueiro estava vivendo em condições precárias, numa pequena casa em Jauá, orla de Camaçari. Sem nenhum conforto, vivendo solitariamente, em estado de abandono, ele vinha sobrevivendo graças à ajuda de alguns parentes e vizinhos. Estava sem andar por causa de artrose nos joelhos e no quadril e sua única companhia era o seu rádio, o qual mantinha-o informado à moda antiga.
Após repercussão nacional, com matérias mostradas no programa Esporte Espetacular da Rede Globo, "JUVA DA COPA" (como ficou conhecido) começou a ser ajudado. Ganhou televisão e cama nova dos amigos, foi levado para receber atendimento médico em Salvador, onde foi operado e, após passar quatro meses no Hospital das Clínicas, entre recuperação e fisioterapia, finalmente retornou para casa. Apesar de ainda não ter recuperado totalmente sua locomoção, ele ficou muito feliz pela melhora na saúde e pela casa nova que ganhou, graças à ajuda da Prefeitura de Camaçari e do seu antigo clube, o Esporte Clube Bahia.
Ao entrar em sua nova residência, ficou feliz e muito emocionado dizendo: "Gostei muito, melhor do que essa, só essa mesmo. Não tem outra melhor!" E realmente não tem comparação com a antiga moradia que, segundo ele, "era um barraco". A ajuda e a atenção fizeram tão bem que ele já falava em assistir à próxima Copa do Mundo no Brasil, em 2014. Mesmo sem a saúde perfeita e ainda pobre, seu semblante era mais feliz e esperançoso, o suficiente para viver o restante de sua terceira idade com o mínimo de dignidade.

## Títulos
Flamengo
- Embaixada Brasileira na Guatemala: 1949
- Troféu El Comite Nacional Olímpico da Guatemala: 1949

Palmeiras
- Copa Rio: 1951
- Torneio Rio-São Paulo: 1951

Bahia
- Campeonato Baiano: 1954 e 1956

Seleção Brasileira
- Taça Oswaldo Cruz: 1950
- Copa Roca: 1950